# Армия «Норвегия»

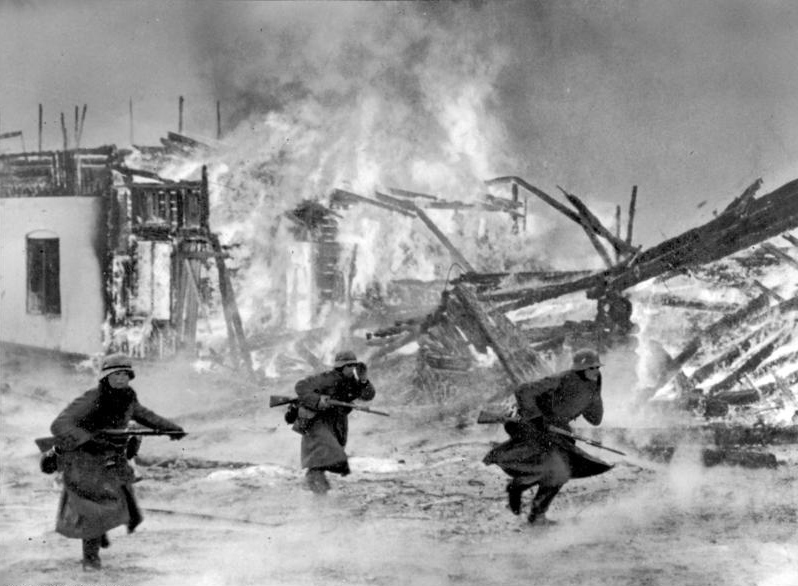
Немецкие военнослужащие в Лиллехаммере, апрель 1940 года.

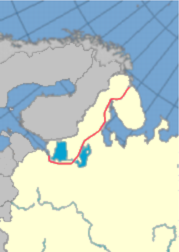
Мурманская железная дорога.

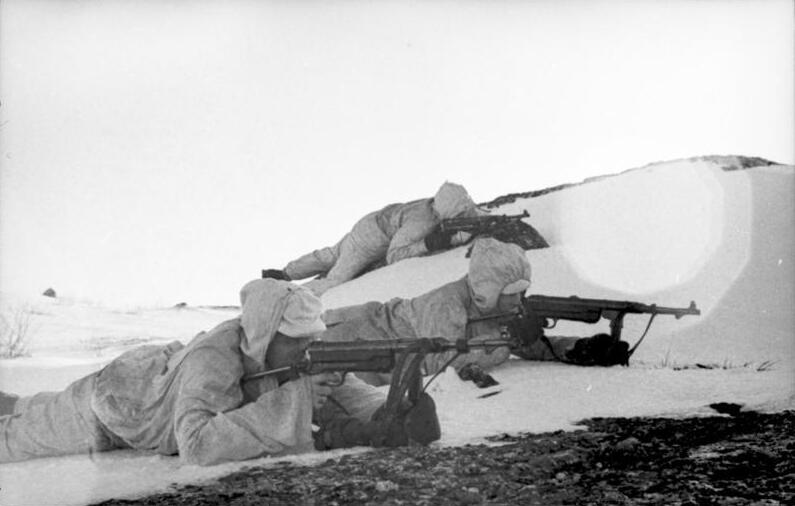
Северная Европа, 1943 год.

Армия «Норвегия» (нем. Armee Norwegen) — формирование (объединение, армия) вооружённых сил нацистской Германии, создана 19 декабря 1940 года.

## История армии
Сформирована в декабре 1940 года, из 21-й войсковой группы в Норвегии. Имела задачу атаковать СССР (Операция Барбаросса) с севера на Мурманском направлении (захват Мурманска и Мурманской железной дороги), после неудачи поступила задача оборонять Норвегию и Финляндию.

В соответствии с планом «Барбаросса» на Крайнем Севере была сосредоточена вражеская армия «Норвегия» в составе шести дивизий, в том числе двух финских, общей численностью около 150 тыс. человек. Эти войска должны были наступать отдельными группировками в трех направлениях: по побережью Баренцева моря из района Петсамо на Мурманск и Полярный; от Кемиярви на Кандалакшу и из района Суомуссалми, Куусамо через Ухту и Кестеньгу на Лоухи.— И. Г. Иноземцев, Крылатые защитники Севера. — М.: Воениздат, 1975. — 156 стр. (Серия «Героическое прошлое нашей Родины»).
В июне — декабре 1941 года три корпуса из состава армии (36-й горный корпус, горный корпус «Норвегия» и 3-й финский корпус) вели бои против Красной армии на Мурманском направлении. В январе 1942 года из этих трёх корпусов была сформирована новая армия «Лапландия».
В результате наступления советских войск в северной Норвегии, в ноябре 1944 года армия «Норвегия» отошла на юг Норвегии, 19 декабря 1944 года — расформирована.

## Состав

### В январе 1941
- управление (штаб)
- 36-й горный армейский корпус
- Горный армейский корпус «Норвегия»
- 33-й армейский корпус

### 22 июня 1941
- управление (штаб), 635-й полк армейской разведки

Оккупационные силы Норвегии
- 70-й армейский корпус*, штаб-квартира в Осло, 69-я, 163-я** и 214-я пехотные дивизии
- 33-й армейский корпус***, штаб-квартира в Тронхейме, 181-я и 196-я пехотные дивизии
- Территориальный штаб Горного корпуса «Норвегия»*4, штаб-квартира в Алте, 199-я и 702-я пехотные дивизии

```
   * до 25 января 1943 года назывался Höheres Kommando z. b. V. LXX
   ** С 26-го июля 1941 года перебрасывается через Швецию в Финляндию, заменена 
710-й
 пехотной дивизией
   *** до 23 января 1943 года назывался Höhere Kommando z. b. V. XXXIII
   *
4
 с 28 июня 1941 года подчинён непосредственно армии «Норвегия»
```

В наступлении на СССР
- Горный корпус «Норвегия», 2-я и 3-я горнопехотная дивизии, наступает на Полярный и Мурманск
- 36-й горный армейский корпус, 169-я пехотная дивизия, дивизия СС «Норд»*, финская 6-я пехотная дивизия, наступает на Кандалакшу
- 3-й финский корпус, 3-я пехотная дивизия, наступает на Ухту [2]

```
   * реально в июне 1941 года состояла из 2-х пехотных полков СС и официально называлась боевой группой «Норд»
```

### В сентябре 1941
- управление (штаб)
- 36-й горный корпус
- горный корпус «Норвегия»
- 3-й финский корпус

В январе 1942 г. эти силы сведены в армию "Лапландия", за армией "Норвегия" остались лишь оккупационные функции в Норвегии

## Командующий
- Генерал-полковник Николаус фон Фалькенхорст